# Carden Loyd tankette
Carden Loyd tankette je bil britanski tank.

## Zgodovina
Ideja za tank je nastala v privatni delavnici Giffarda LeQuesna Martela, ki je bil britanski vojaški inženir. V delavnici je iz različnih delov naredil tank, ki je imel prostor le za enega tankista. Ta predlog je v dvajsetih pokazal vojaškemu uradu. Zaradi velike publicitete, so tudi druga podjetja začela izdelovati svoje različice tega tanka. Takšno podjetje je bilo tudi Carden-Loyd Tractors. Izdelovati pa so začeli tudi tanketo s prostorom za dva tankista. Te tanke so izdelovali v podjetju Vickers-Armstrong.
Tanketa Mark VI je bila zadnja stopnja v seriji Carden Loyd tanket.

## Uporabniki
- Belgija
- Bolivija
- Kanada
- Čile
- Ljudska republika Kitajska
- Češkoslovaška
- Finska
- Francija
- Indija
- Italija
- Japonska
- Poljska
- Portugalska
- Tajska
- Sovjetska zveza
- Združeno kraljestvo